# Johnny Winter
Johnny Winter, właśc. John Dawson Winter III (ur. 23 lutego 1944 w Beaumont, zm. 16 lipca 2014 w Zurychu) – amerykański wokalista, gitarzysta i kompozytor. Reprezentant nurtów takich jak rock’n’roll, blues, rhythm’n’blues. Swoją karierę zaczynał grając z bratem Edgarem w lokalnych teksańskich klubach. Jego aktywność przypada głównie na lata 70. 
Styl Wintera poznać można po charakterystycznej grze na gitarze, często na najcieńszej strunie.
W 2003 roku został sklasyfikowany na 74. miejscu listy 100 najlepszych gitarzystów wszech czasów magazynu Rolling Stone.

## Dyskografia

### Albumy studyjne
- 1968: The Progressive Blues Experiment(inne języki)
- 1969: Johnny Winter(inne języki)
- 1969: Second Winter(inne języki)
- 1970: Johnny Winter And
- 1973: Still Alive and Well(inne języki)
- 1974: Saints & Sinners(inne języki)
- 1974: John Dawson Winter III(inne języki)
- 1977: Nothin’ But the Blues(inne języki)
- 1978: White Hot and Blue
- 1980: Raisin’ Cain(inne języki)
- 1984: Guitar Slinger(inne języki)
- 1985: Serious Business(inne języki)
- 1986: Third Degree(inne języki)
- 1988: The Winter of ’88(inne języki)
- 1991: Let Me In(inne języki)
- 1992: Hey, Where’s Your Brother?(inne języki)
- 2004: I’m a Bluesman(inne języki)
- 2011: Roots
- 2014: Step Back(inne języki)

### Albumy koncertowe
- 1971: Live Johnny Winter And(inne języki)
- 1976: Captured Live!(inne języki)
- 1976: Together(inne języki) (z Edgarem Winterem)
- 1998: Live in NYC ’97(inne języki)
- 2009: The Woodstock Experience(inne języki)
- 2010: Live at the Fillmore East 10/3/70(inne języki)
- 2011: Rockpalast: Blues Rock Legends Vol. 3(inne języki)
- 2015: Live from Japan(inne języki)

## Filmografia
| Tytuł                          | Rok  | Rola   | Uwagi                                        | Źródło |
| ------------------------------ | ---- | ------ | -------------------------------------------- | ------ |
| American Music: Off the Record | 2008 | on sam | film dokumentalny, reżyseria: Benjamin Meade | [ 4 ]  |
| Johnny Winter: Down & Dirty    | 2014 | on sam | film dokumentalny, reżyseria: Greg Olliver   | [ 5 ]  |